# Balotaszállás
Balotaszállás is een plaats (község) en gemeente in het Hongaarse comitaat Bács-Kiskun. Balotaszállás telt 1657 inwoners (2005).